# رایشناو (بادن-وورتمبرگ)
رایشناو (به آلمانی: Reichenau) یک شهر در آلمان است که در کونشتانتس واقع شده‌است. رایشناو ۵٬۱۱۳ نفر جمعیت دارد.